# Callimetopus longicollis
Callimetopus longicollis es una especie de escarabajo longicornio del género Callimetopus,  subfamilia Lamiinae. Fue descrita científicamente por Schwarzer en 1931.
Se distribuye por Filipinas. Mide 22 milímetros de longitud.